# Шевелёв, Марк Иванович
Марк Иванович Шевелёв (1904—1991) — советский лётчик полярной авиации, начальник Управления полярной авиации Главсевморпути, участник Великой Отечественной войны, Герой Советского Союза (27.06.1937), генерал-лейтенант авиации (25.03.1943).

## Биография
Родился 11 (24) октября 1904 года в Санкт-Петербурге в семье служащего. Еврей.
Трудовую деятельность начал в 1919 году рабочим на Таганрогском металлургическом заводе. Был в числе первых комсомольцев Таганрога. 
В июне 1920 года был призван в Красную Армию, служил красноармейцем в 236-м отдельном стрелковом батальоне бронепоезда № 110 на Южном фронте. Участник Гражданской войны, участвовал в ликвидации Улагаевского десанта на Кубани в августе 1920 года, затем в боевых действиях против «Армии Возрождения России» генерала М. А. Фостикова и других белогвардейских и антисоветских формирований, с которыми на Северном Кавказе в то время велись ожесточённые и широкомасштабные боевые действия. В марте 1921 года был уволен в долгосрочный отпуск. В том же 1921 году вступил в ВКП(б). 
В 1921 году уехал в Петроград и поступил в Петроградский институт инженеров путей сообщения на факультет воздушных сообщений. Успешно окончил его в 1925 году. С 1926 года работал инженером в обществе «Добролёт». С февраля по декабрь 1928 года повторно служил в Красной Армии, на этот раз авиационным техником в НИИ ВВС РККА, который в ту пору базировался на Центральном аэродроме имени М. В. Фрунзе в Москве.
В 1929 году произошло событие, определившее весь дальнейший жизненный путь Марка Шевелева — при Северо-Сибирском государственном акционерном обществе «Комсеверпуть» для обеспечения ледовой разведки караванов судов в Карском море была организована авиационная служба, и он был приглашён её начальником. Сначала в его ведении был один авиационный отряд из устаревших самолётов многих типов, со временем выросший в мощную авиационную службу с самым передовым оборудованием. Уже в навигацию 1929 года новоиспечённый начальник трудился на Крайнем Севере начальником морской части Карской экспедиции (всего он провёл на этом посту 4 таких экспедиции). 
С 1933 года — начальник Полярной авиации Главсевморпути. Был «летающим начальником», во многие районы Советского Севера именно он первым прилетал на самолётах. В 1932 году чудом выжил авиакатастрофе в проливе Маточкин Шар на Новой Земле: внезапный ураганный ветер сбросил летающую лодку Дорнье Валь с прибрежной посадочной площадки на высоком берегу в море, из шести членов экипажа чудом выжили трое, Шевелев получил тяжелые травмы ноги и позвоночника, при этом занимался спасением остальных. В 1933 году в качестве начальника экспедиции совершил высокоширотный зимний рейс на ледоколе «Красин» до берегов архипелага Новая Земля, за что награждён орденом Ленина.
М. И. Шевелёв в мае 1937 года умело руководил высадкой в районе Северного полюса первой советской полярной экспедиции во главе с И. Д. Папаниным и доставкой оборудования для научной станции «Северный полюс-1».
За успешное выполнение этого задания и проявленные мужество и героизм Шевелёву Марку Ивановичу 27 июня 1937 года присвоено звание Героя Советского Союза с вручением ордена Ленина, а после учреждения знака особого отличия ему была вручена медаль «Золотая Звезда» № 36.
В декабре 1937 года он был избран депутатом Верховного Совета СССР первого созыва от Северо-Осетинской АССР. Впоследствии, в 1946 году, был избран и депутатом второго созыва (который действовал до 1950 года).
В 1937-1938 годах руководил поисками экипажа Сигизмунда Леваневского. Летом 1938 года возглавлял спасательную операцию по выводу из ледового плена ледокольных пароходов «Садко», «Малыгин» и «Георгий Седов». В 1939 году занимаемая М. Шевелевым должность была повышена в статусе, он стал начальником Полярной авиации — заместителем начальника Главсевморпути. В марте 1941 года в третий раз призван в Красную Армию, с откомандированием для работы в народном хозяйстве СССР и с оставлением в занимаемых должностях. При этом ему было присвоено воинское звание полковника.
Во время Великой Отечественной войны в июле 1941 года на базе Полярной авиации и 412-го тяжёлого бомбардировочного авиационного полка была сформирована 81-я авиационная дивизия дальнего действия, в которой полковник М. И. Шевелёв был назначен заместителем командира дивизии. Эта дивизия участвовала в бомбардировках объектов противника в глубоком тылу, в том числе нанесла первый удар по Берлину, бомбила Кёнигсберг, Данциг, Плоешти. В ноябре-декабре 1941 года дивизия была переформирована в 3-ю авиационную дивизию дальнего действия, в которой заместителем начальника штаба стал М. И. Шевелев. В феврале 1942 года была создана Авиация дальнего действия, командующий которой стал бывший командир 81-й и 3-й авиадивизий дальнего действия А. Е. Голованов. Он пригласил на должность начальника штаба АДД М. И. Шевелева, с которым уже успел хорошо сработаться. На этом посту Шевелев воевал более 2-х лет, но в июне 1944 года внезапно снят с должности и два месяца не получал нового назначения. В августе 1944 года назначен начальником воздушной трассы Красноярск — Аляска и одновременно членом Коллегии Главного управления Гражданского воздушного флота при СНК СССР. 5 мая 1942 года ему было присвоено воинское звание «генерал-майор авиации», 25 марта 1943 года — «генерал-лейтенант авиации». Летом 1945 года успешно выполнил задачу до доставке высокопоставленной советской делегации в США по этой трассе и по доставке на Дальний Восток из Аляски в короткий срок большого количества самолётов по ленд-лизу в рамках подготовки к боевым действиям против Японии.
После войны оставался в тех же должностях, а в ноябре 1946 года назначен заместителем начальника Главного управления Гражданского воздушного флота при Совете министров СССР — членом Коллегии этого Главка. С января по апрель 1953 года находился в распоряжении управления кадров Главного штаба ВВС СССР. С апреля 1953 по январь 1954 — помощник командующего 29-й воздушной армией Дальневосточного военного округа по аэродромному строительству, затем стал заместителем начальника штаба этой армии. Отвечал за строительство новых передовых аэродромов в наиболее отдалённых районах Дальнего Востока (Камчатка, Сахалин, Курилы, Чукотка). В январе 1955 года убыл на учёбу и в том же 1955 году окончил Высшие академические курсы при Высшей военной академии имени К. Е. Ворошилова. 
В ноябре 1955 года был откомандирован для работы в народном хозяйстве с оставлением в кадрах Вооружённых Сил СССР, назначен начальником Полярной авиации — заместителем начальника Главсевморпути. С 1960 года начальник Полярного управления Гражданской авиации СССР. С мая 1971 года — в отставке. 
В 1971—1988 государственный инспектор Севморпути. Со второй половины 1950-х годов был участником 24-х арктических и одной антарктической советских высокоширотных экспедициях, в том числе руководитель 15-ти высокоширотных экспедиций. На его счету многие выдающиеся достижения советской авиации тех лет, например: открытие регулярных пассажирских воздушных трасс Москва — Норильск — Тикси и Москва — Анадырь — Чокурдах — мыс Шмидта; перелёт Москва — Антарктида — Москва (декабрь 1961 — февраль 1962). В 1977 году обеспечивал стратегическую ледовую разведку для успешного прорыва атомного ледокола «Арктика» к Северному полюсу.
Жил в Москве. Умер 6 октября 1991 года. Похоронен в Москве на Троекуровском кладбище (уч. 2).

## Награды
- Герой Советского Союза (27.06.1937)
- Два ордена Ленина (20.01.1934, 27.06.1937)
- Орден Кутузова II степени (18.09.1943)
- Орден Отечественной войны I степени (11.03.1985)
- Три ордена Трудового Красного Знамени (1964, 1971, 1977)
- Орден Дружбы народов (13.08.1987)
- Три ордена Красной Звезды (03.05.1940, «за выдающиеся заслуги в деле освоения Северного Морского Пути и районов Крайнего Севера, а также за образцовую и самоотверженную работу в период арктических навигаций 1938 и 1939 годов»; 20.02.1942; 3.11.1944)
- Медали СССР
- Лауреат Государственной премии СССР (1984).

## Память
Его именем были названы судно Министерства речного флота и улица в Екатеринбурге.

## Труды и статьи
- Шевелев М. И. Арктика - судьба моя. Воспоминания первого начальника полярной авиации. — Воронеж: Издательство НПО «МОДЭК», 1999. — 208 с.
- Арикайнен А. И., Чубаков К. Н., Шевелев М. И. Северный морской путь: прошлое и настоящее. — «Морской флот». — 1982, № 12. — С.22-27.
- Шевелев М. И. О первом периоде деятельности Главсевморпути. — М.: «Летопись Севера», 1985. — С.6-15.
- Предисловие к книге Арикайнена А. И. «Центр притяжения — Северный полюс». — М.: «Наука», 1989. — 224 с.